# Tutbury Castle
Tutbury Castle är ett slott i Storbritannien.   Det ligger i grevskapet Staffordshire och riksdelen England, i den södra delen av landet, 180 km nordväst om huvudstaden London. Tutbury Castle ligger 86 meter över havet.
Terrängen runt Tutbury Castle är platt, och sluttar österut. Runt Tutbury Castle är det tätbefolkat, med 266 invånare per kvadratkilometer. Närmaste större samhälle är Derby, 16,0 km öster om Tutbury Castle. Trakten runt Tutbury Castle består till största delen av jordbruksmark.